# Mecistocephalus brevisternalis
Mecistocephalus brevisternalis är en mångfotingart som beskrevs av Yoshioki Takakuwa 1934. Mecistocephalus brevisternalis ingår i släktet Mecistocephalus och familjen storhuvudjordkrypare. Inga underarter finns listade i Catalogue of Life.